# Cladocephalus
Cladocephalus és un gènere d'algues verdes de la família Udoteaceae.